# Damian Elwes
Damian Elwes (Londra, 10 agosto 1960) è un pittore britannico, attualmente residente negli Stati Uniti.

## Biografia
Laureatosi alla Università di Harvard, attualmente risiede a Los Angeles, California. Dal 1992 al 2000 ha, tuttavia, soggiornato in Colombia, dove ha tratto ispirazione delle foreste pluviali, che hanno nettamente influenzato la sua retorica. Il viaggio-scoperta lo portò a disegnare opere di sempre maggiori dimensioni, che potevano anche essere vissute o "attraversate" (grazie anche all'inserimento di piani che coprivano il pavimento, protetti ovviamente da pannelli di plexiglas). È conosciuto principalmente per una serie di dipinti che rappresentano gli studi e gli atelièr dei maggiori artisti del XX secolo. I suoi colorati, allegri e stupefacenti lavori esaltano la creatività dell'uomo e la speciale poesia intrinseca della natura rigogliosa (il tutto sotto una luce prettamente ottimistica).

## Mostre
- Francis Naumann Fine Art, October 22 - December 15, 2004[1]
- M&B Fine Art, March 2 - May 15, 2006[2]
- Lefevre Fine Art, June 6 - July 4, 2008[3]

## Collezionisti
La lista delle celebrità che hanno voluto le sue opere include Steve Wynn, Stewart e Lynda Resnick, Sir Jacob Rothschild, Sir Anthony Hopkins, Mick Jagger, Donald Sutherland, Al Pacino, Jodie Foster, Pierce Brosnan, Warren Beatty e Annette Bening, Melanie Griffith e Antonio Banderas.

## Galleria d'immagini

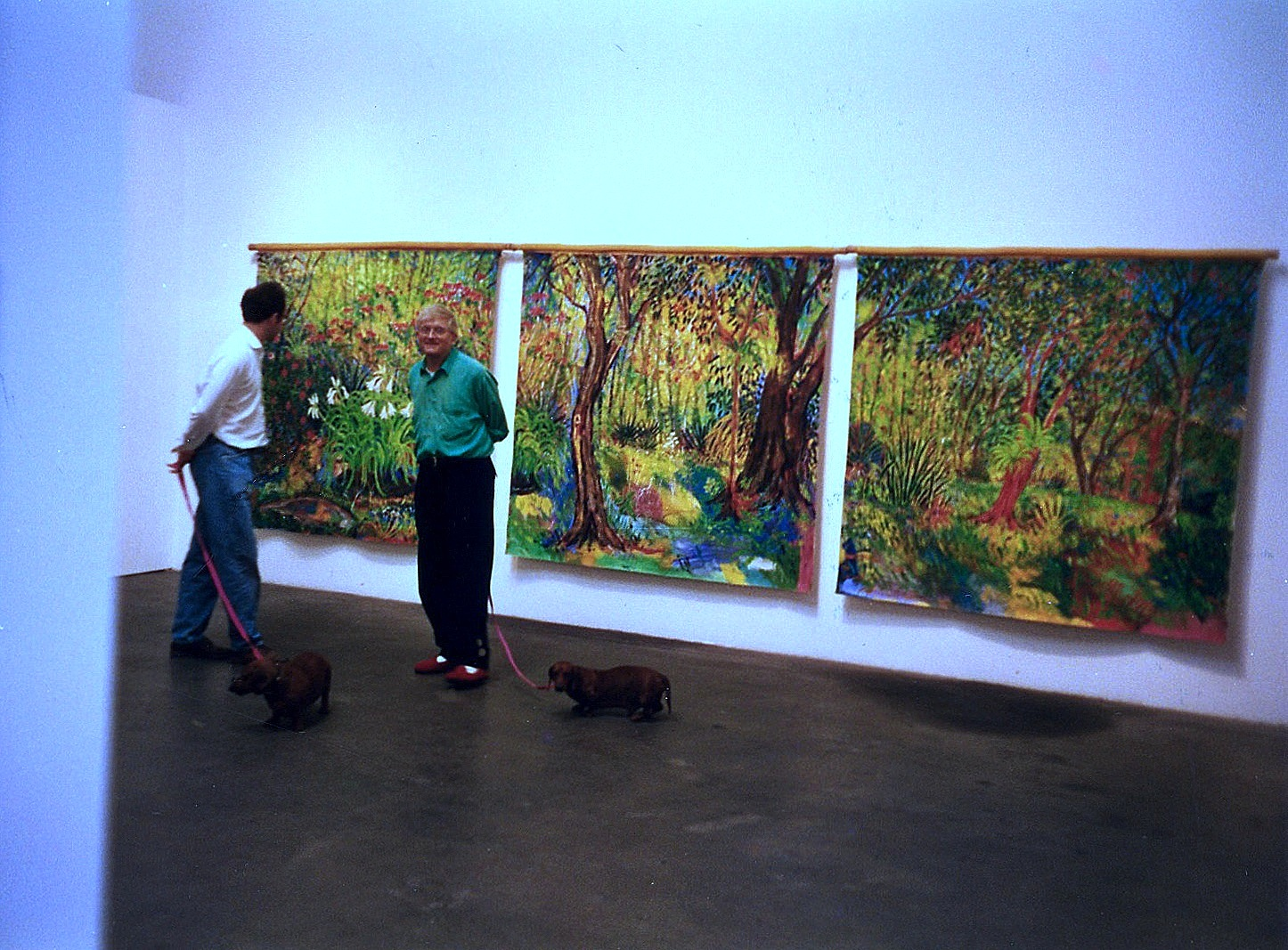
Edge of the Forest (360 degree installation) 1997

## Ascendenza
|                                   |                         |                                         | Genitori                                |  |  | Nonni |  |  | Bisnonni      |  |  | Trisnonni                         |  |
|                                   |                         |                                         |                                         |  |  |       |  |  | Gervase Elwes |  |  | Valentine Dudley Henry Cary Elwes |  |
|                                   |                         |                                         |                                         |  |  |       |  |  | Gervase Elwes |  |  | Valentine Dudley Henry Cary Elwes |  |
|                                   |                         | Alice Geraldine Ward                    |                                         |  |  |       |  |  | Gervase Elwes |  |  |                                   |  |
| Simon Elwes                       |                         |                                         |                                         |  |  |       |  |  | Gervase Elwes |  |  |                                   |  |
|                                   |                         | Winefride Feilding                      | Rudolph Feilding, VIII conte di Denbigh |  |  |       |  |  |               |  |  |                                   |  |
|                                   |                         | Winefride Feilding                      | Rudolph Feilding, VIII conte di Denbigh |  |  |       |  |  |               |  |  |                                   |  |
|                                   |                         | Winefride Feilding                      | Mary Berkeley                           |  |  |       |  |  |               |  |  |                                   |  |
| Dominick Elwes                    |                         | Winefride Feilding                      |                                         |  |  |       |  |  |               |  |  |                                   |  |
|                                   |                         | James Rennell Rodd, I barone di Rennell | James Rennell Rodd                      |  |  |       |  |  |               |  |  |                                   |  |
|                                   |                         | James Rennell Rodd, I barone di Rennell | James Rennell Rodd                      |  |  |       |  |  |               |  |  |                                   |  |
|                                   |                         | James Rennell Rodd, I barone di Rennell | Elizabeth Anne Thomson                  |  |  |       |  |  |               |  |  |                                   |  |
| Gloria Elinor Rodd                |                         | James Rennell Rodd, I barone di Rennell |                                         |  |  |       |  |  |               |  |  |                                   |  |
|                                   |                         | Lilias Guthrie                          | James Alexander Guthrie                 |  |  |       |  |  |               |  |  |                                   |  |
|                                   |                         | Lilias Guthrie                          | James Alexander Guthrie                 |  |  |       |  |  |               |  |  |                                   |  |
|                                   |                         | Lilias Guthrie                          | Elinor Stirling                         |  |  |       |  |  |               |  |  |                                   |  |
| Damian Elwes                      |                         | Lilias Guthrie                          |                                         |  |  |       |  |  |               |  |  |                                   |  |
|                                   | John Macfarlane Kennedy | Alexander Kennedy                       |                                         |  |  |       |  |  |               |  |  |                                   |  |
|                                   | John Macfarlane Kennedy | Alexander Kennedy                       |                                         |  |  |       |  |  |               |  |  |                                   |  |
|                                   | John Macfarlane Kennedy | Elizabeth Verrals Smith                 |                                         |  |  |       |  |  |               |  |  |                                   |  |
| Geoffrey Alexander Farrer Kennedy | John Macfarlane Kennedy |                                         |                                         |  |  |       |  |  |               |  |  |                                   |  |
|                                   |                         | Dorothy Farrer                          | Thomas Charles Farrer                   |  |  |       |  |  |               |  |  |                                   |  |
|                                   |                         | Dorothy Farrer                          | Thomas Charles Farrer                   |  |  |       |  |  |               |  |  |                                   |  |
|                                   |                         | Dorothy Farrer                          | Ann Richards McLane                     |  |  |       |  |  |               |  |  |                                   |  |
| Tessa Kennedy                     |                         | Dorothy Farrer                          |                                         |  |  |       |  |  |               |  |  |                                   |  |
|                                   |                         | Ivan Rikard Ivanović                    | Ivan Kraus                              |  |  |       |  |  |               |  |  |                                   |  |
|                                   |                         | Ivan Rikard Ivanović                    | Ivan Kraus                              |  |  |       |  |  |               |  |  |                                   |  |
|                                   |                         | Ivan Rikard Ivanović                    | Bettina                                 |  |  |       |  |  |               |  |  |                                   |  |
| Daška McLean                      |                         | Ivan Rikard Ivanović                    |                                         |  |  |       |  |  |               |  |  |                                   |  |
|                                   |                         | Milica Popović                          | Stevan Popović                          |  |  |       |  |  |               |  |  |                                   |  |
|                                   |                         | Milica Popović                          | Stevan Popović                          |  |  |       |  |  |               |  |  |                                   |  |
|                                   |                         | Milica Popović                          | Bella Nikolajević                       |  |  |       |  |  |               |  |  |                                   |  |
|                                   |                         | Milica Popović                          |                                         |  |  |       |  |  |               |  |  |                                   |  |